# Ecleora haroldaria
Ecleora haroldaria es una especie de polilla de la familia Geometridae. Fue descrita por primera vez por Charles Oberthür en 1913 y se puede encontrar distribuido en Argelia. El holotipo de la especie fue descrita en las afueras de Sebdou.

## Descripción
Es una especie pequeña de color gris bastante uniforme con un tinte marrón, con alas cruzadas desde la proximidad del ápice en las alas superiores hasta el borde anal de las alas inferiores por una línea común. En las alas inferiores hay una línea discoidal negra. La parte inferior es toda gris, con 4 manchas negras en forma de disco.